# سفارت آفریقای جنوبی در واشینگتن
سفارت آفریقای جنوبی در واشینگتن (به انگلیسی: Embassy of South Africa) یک منطقهٔ مسکونی و نمایندگی سیاسی این کشور در ایالات متحده آمریکا است که در واشینگتن، دی.سی. واقع شده‌است.